# Bauhinia radiata
Bauhinia radiata är en ärtväxtart som beskrevs av Vell. Bauhinia radiata ingår i släktet Bauhinia och familjen ärtväxter. Inga underarter finns listade i Catalogue of Life.